# Lays-sur-le-Doubs
Lays-sur-le-Doubs é uma comuna francesa na região administrativa de Borgonha-Franco-Condado, no departamento Saône-et-Loire. Estende-se por uma área de 10,63 km². Em 2010 a comuna tinha 148 habitantes (densidade: 13,9 hab./km²).